# Przepis na miłość (film 2010)
Przepis na miłość (fr. Les émotifs anonymes) − francusko-belgijska komedia romantyczna z 2010 roku w reżyserii Jean-Pierre'a Amérisa. Obraz szdł na ekrany kin we Francji 22 grudnia 2010 roku. W Polsce dystrybuowany był w kinach od 21 października 2011 roku.

## Fabuła
Jean-René, szef upadającej wytwórni czekolady, zatrudnia Angélique, która ma dostarczać wyroby do sklepów. Angélique jest sama wyjątkowo utalentowaną specjalistkę w robieniu czekoladek, pozostaje jednak nieznana i niedoceniona. Oboje są bardzo nieśmiali (w stresie ona mdleje, a on zaczyna się pocić, uspokaja go jedzenie czekolady), jednak zbliża ich do siebie wspólna pasja do czekolady. Zakochują się w sobie ale nie potrafią tego wyrazić. Jeśli jej nie przezwyciężą, ich chorobliwa nieśmiałość może ich rozdzielić.

## Obsada
- Isabelle Carré : Angélique Delange
- Benoît Poelvoorde : Jean-René Van Den Hugde
- Jacques Boudet : Rémi
- Lorella Cravotta : Magda
- Lise Lamétrie : Suzanne
- Philippe Laudenbach : przewodniczący jury salonu czekolady
- Claude Aufaure : pan Mercier
- Stéphan Wojtowicz : psycholog
- Pierre Niney : Ludo
- Swann Arlaud : Antoine
- Grégoire Ludig : nadwrażliwiec

## Produkcja
Zdjęcia kręcono w Paryżu, Saint-Denis, Lyonie, na zamku w Montgeroult (departament Dolina Oise) i w Roanne (departament Loara).